# Mauritius (land)

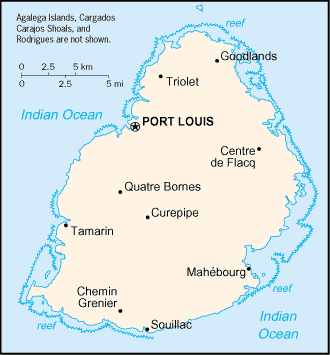
Kaart uit The CIA World Factbook

Mauritius (uitspraak: [mɑuˈritsijʏs]) is een zelfstandige republiek in de Indische Oceaan, bestaande uit verschillende eilanden. Het land ligt circa 855 km ten oosten van Madagaskar en circa 1800 km ten oosten van het vasteland van Afrika. Mauritius wordt gerekend tot de Afrikaanse landen.
Tot de Republiek Mauritius (Engels: Republic of Mauritius, Frans: République de Maurice, creools: Repiblik Moris) behoren de eilanden Mauritius (1.864 km²), Rodrigues (109 km²), Agalega-eilanden en de Cargados Carajos (St. Brandon), die binnen het Britse Gemenebest ook wel de Lesser Dependencies genoemd worden en samen slechts 71 km² groot zijn.
Mauritius, Rodrigues en het eiland Réunion vormen tezamen de Mascarenen, vernoemd naar de Portugese ontdekkingsreiziger Pedro Mascarenhas, een van de eersten die voet aan wal zette op Mauritius.
De hoofdstad Port Louis werd in 1735 door de Fransen gesticht en genoemd naar koning Lodewijk XV.

## Geschiedenis
Er zijn aanwijzingen dat de Arabieren rond het jaar 1000 al van het bestaan van het eiland wisten. De Portugezen komt echter de eer toe van de eerste landing op Mauritius, begin 16e eeuw; ze noemden het 'Cirne' (= Zwaan) en het bleek onbewoond te zijn. De Portugezen gebruikten het eiland als tussenstop op de route naar Zuid- en Oost-Azië, maar vestigden zich er niet.
Het eiland bleef dus onbewoond, tot het in 1598 op beperkte schaal gekoloniseerd werd door Nederlandse zeelieden onder leiding van Wybrand van Warwijck. Hij noemde het naar de toenmalige stadhouder Maurits graaf van Nassau, de latere prins van Oranje. De Nederlanders ontdekten de unieke inheemse dodo, een loopvogel, ook wel walgvogel genoemd. In de zeventiende eeuw is de dodo, die gemakkelijk te vangen was, uitgestorven. Er resten alleen tekeningen en delen van het skelet van het dier. Ook de reuzenschildpad en het ebbenhout zijn van het eiland verdwenen.

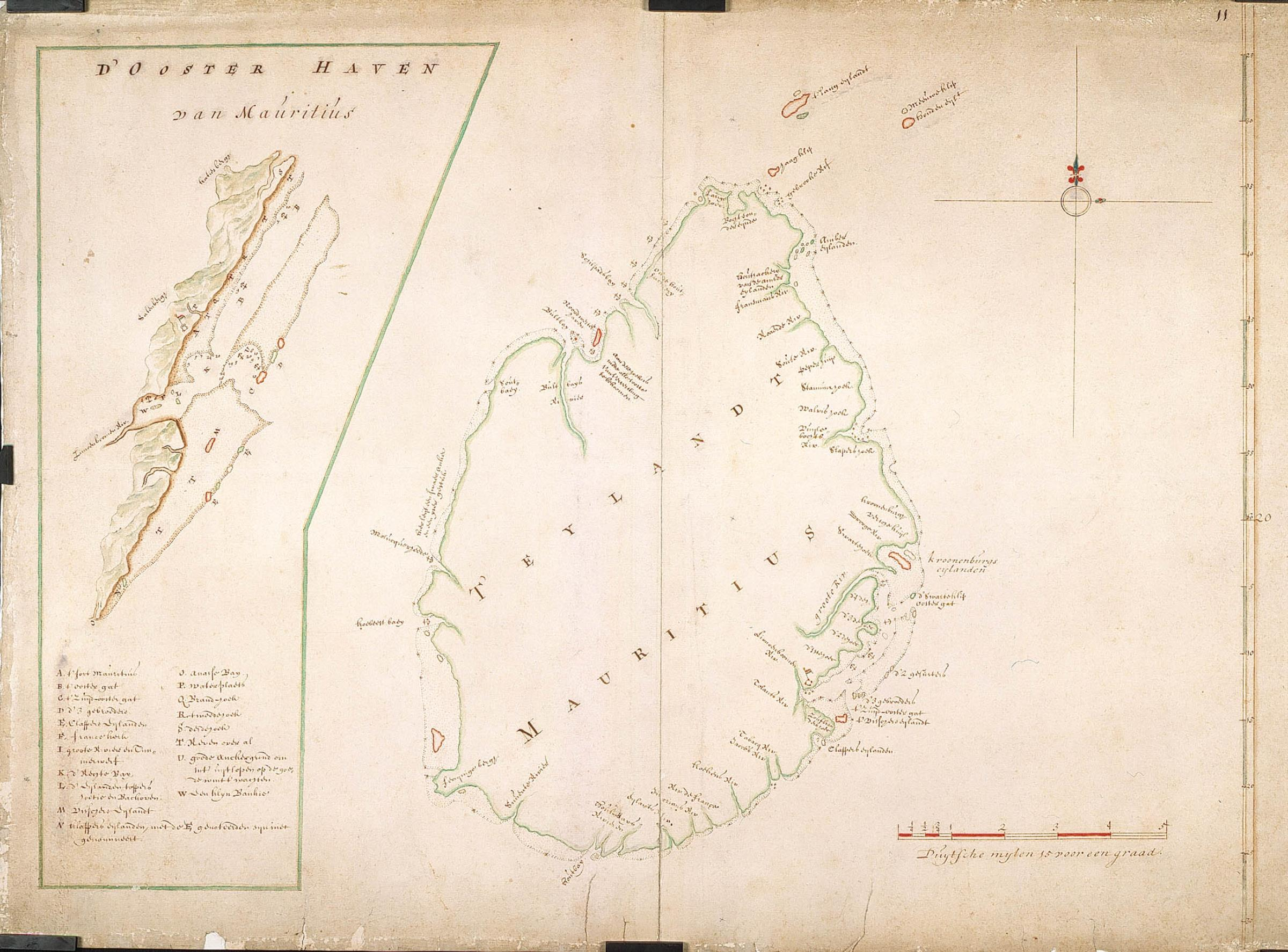
Historische kaart van het eiland Mauritius

Het eiland werd vanaf 1638 als tussenstation gebruikt, toen het Fort Frederik Hendrik was gebouwd, maar echte kolonisatie van Nederlands-Mauritius wilde niet erg vlotten. Jaarlijks kwam een schip met een aflossing van de manschappen en nieuwe voorraad aan. Adriaan van der Stel ontwikkelde met succes de suikerteelt; nog altijd vormt de export van suiker een zeer belangrijke bron van inkomsten voor het eiland. Verder werden geiten, apen, ratten, honden en herten binnengebracht. Tot dan kwamen op het eiland geen zoogdieren voor, behalve vleermuizen.
In 1695 werd het eiland zwaar getroffen door een orkaan die de toch al wankele economie van de kolonie deed ineenstorten. De VOC zag er niet veel heil in opnieuw in het eiland te investeren.

Nadat de Nederlanders in 1710 naar Kaap de Goede Hoop waren verhuisd, omdat dat beter op de route naar Indië lag, werd Mauritius in 1721 ingenomen door de Fransen, die het verlaten eiland wel handig vonden liggen op hun route naar het Verre Oosten. Zij noemden het eiland Isle de France. De eerste Franse missie naar het eiland werd aangevoerd door Guillaume Dufresne d'Arsel. De Fransen haalden slaven uit Madagaskar en van het Afrikaanse vasteland om de suikerrietplantages te bewerken. In 1768 verbleef Jacques-Henri Bernardin de Saint-Pierre op het eiland, die in 1787 Paul et Virginie publiceerde, een tropische idylle die zich afspeelt op het eiland.
In 1810 werd het door de Britten veroverd, voornamelijk, omdat het door kapers in Franse dienst werd gebruikt tegen Britse schepen. De Britten noemden het eiland weer 'Mauritius' (Brits-Mauritius) en gaven er het predicaat 'kroonkolonie' aan. Het eiland werd in 1814 bij de Vrede van Parijs officieel ingelijfd bij het Verenigd Koninkrijk. In 1835 schaften de Britten de slavernij af en, zoals in veel andere van hun koloniën, rekruteerden zij, vooral uit Brits-Indië, maar ook uit Maleisië en China, grote aantallen contractarbeiders ('koelies') ter vervanging van de slaven. Pas in 1968 verkreeg Mauritius onafhankelijkheid. Het bleef binnen het Gemenebest van Naties en behield de Britse koningin Elizabeth II als staatshoofd. Op 12 maart 1992 werd het land een parlementaire republiek.
Op 3 oktober 2024 kondigden de Britse en Mauritiaanse regeringen in een gezamenlijke verklaring de overdracht van de soevereiniteit van de archipel aan Mauritius aan. Het eiland Diego Garcia, waar de militaire basis Camp Justice zich bevindt, vormde de enige uitzondering op dit nieuwe verdrag. De Mauritiaanse regering droeg het bestuur voor een periode van ten minste 99 jaar over aan het Verenigd Koninkrijk. Op 22 mei 2025 ondertekende de Britse premier Keir Starmer de formele overeenkomst over de overdracht van de soevereiniteit van de Chagos-eilanden aan Mauritius. Volgens de voorwaarden van de overeenkomst werden het strategische atol Diego Garcia en de bijbehorende bufferzone van 38 kilometer onmiddellijk teruggegeven aan het Verenigd Koninkrijk. Deze overeenkomst maakt de voortzetting van de gezamenlijke Anglo-Amerikaanse basis op het eiland voor de komende 99 jaar mogelijk, met een verlenging van 40 jaar en een daaropvolgend recht van voorkoop. Mauritius ontvangt de eerste drie jaar een jaarlijkse huurbetaling van £ 165 miljoen van het Verenigd Koninkrijk, gevolgd door £ 120 miljoen per jaar gedurende de volgende tien jaar. Daarna wordt deze jaarlijkse betaling van £ 120 miljoen geïndexeerd aan de inflatie.

## Geografie
Het hoofdeiland Mauritius heeft een oppervlakte van 1.864 km² en meet circa 65 km bij 45 km. Het heeft een smalle kuststrook met langgerekte stranden. Daarachter bevindt zich oprijzend laaggebergte. De hoogste top ligt in het zuidwesten en is 828 meter hoog. Centraal op het eiland ligt een plateau van ruim 600 meter hoogte, gevormd door kraters en lava en ander vulkanisch gesteente. De vulkanen zijn trouwens al lang geleden uitgewerkt. Ook bevinden zich in het binnenland een aantal meren, enkele rivieren en watervallen. Bijna het hele eiland is omgeven door een koraalrif. Vroeger had Mauritius heel veel dicht bos, maar dat beslaat nog maar ruim 20% van de oppervlakte.
Het land heeft een kustlijn met een lengte van 177 kilometer. Enkele bekende plaatsen op het eiland zijn Port Louis, Curepipe, Vacoas-Phoenix, Beau Bassin-Rose Hill en Quatre Bornes
Het land kent een subtropisch tot tropisch klimaat. De gemiddelde temperatuur ligt van juni tot oktober tussen de 17 en 25 °C en van november tot april tussen de 24 en 31 °C.

## Bestuurlijke indeling
Mauritius is bestuurlijk verdeeld in districten, afhankelijke gebieden en de regio Rodrigues, een eiland dat op zijn beurt is verdeeld in gemeenten.

## Bevolking

### Talen
De officiële taal is Engels, maar het van het Frans afgeleide Mauritiaans creools wordt door het merendeel van de bevolking gesproken. Het Frans domineert de media.

### Samenstelling
De inwoners stammen voor 68% af van Voorindiërs (traditioneel de arbeiders op de suikerplantages); men noemt ze Indo-Mauritianen. 27% van de inwoners is creool. Ook telt Mauritius 2% Frans-Mauritianen (nakomelingen van de Fransen) en 3% Sino-Mauritianen.

### Godsdienst
De godsdienst die het meest voorkomt, is het hindoeïsme met circa 52 procent, gevolgd door het christendom met circa 30 procent van de bevolking. Het merendeel van de christenen is rooms-katholiek. Ongeveer 17 procent van de bevolking is islamitisch.

## Overheid en politiek
- Staatsvorm: democratische republiek
- President: Dharam Gokhool (sinds 2024)
- Premier: Navin Ramgoolam (sinds 2024)
- Parlement: Nationale Vergadering (70 leden)
- Verkiezingen: vinden om de vijf jaar plaats op basis van algemeen, enkelvoudig kiesrecht

## Internationale conflicten
Het land is tweemaal, al dan niet gematigd, in conflict geweest met andere landen. Met het Verenigd Koninkrijk betrof dat de kwestie over de Chagosarchipel, inclusief het eiland Diego Garcia in het Brits Indische Oceaanterritorium. Ook was er onenigheid met Frankrijk over Tromelin.

## Verkeer en vervoer

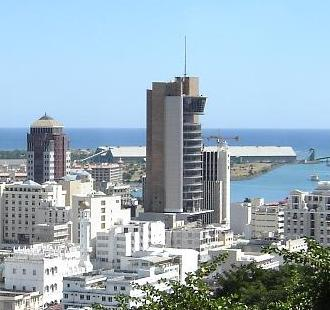
Hoogste gebouw van Mauritius

- Sir Seewoosagur Ramgoolam International Airport, vroeger gekend als 'Plaisance Airport'. Nationale luchtvaartmaatschappij: Air Mauritius
- Wegvervoer: Het wegennet is 2.066 km lang en men rijdt er links.
- Vrijhaven: Port Louis
- Spoorwegen: - Mauritius Metro Express, het metrospoor is 26 kilometer lang.

## Economie
- Vrije markteconomie.
- Export: grootste exportproducten: textiel (wollen producten) en suiker. Toerisme is de derde bron van inkomsten.
- Grootste afzetmarkt: de landen van de Europese Unie.
- Munteenheid: Mauritiaanse roepie (code: MUR); 1 MUR = 0,0248791158 euro's.
- Natuurlijke hulpbronnen: vruchtbare bouwgronden, vis.
- Gebruik van de grond:
  - landbouw 54%
  - permanente bebouwing: 4%
  - bossen en bosgronden: 31%
  - weide en grasland: 4%
  - overige: 7%

## Onderwijs
- Hoog percentage alfabetisme (91.3% in 2018).[5]
- De Universiteit van Mauritius te Réduit (officieel geopend op 24 maart 1974)
- ESSEC Business School

## Flora en fauna
Omdat Mauritius vrij geïsoleerd ligt, kent het een beperkt aantal dier- en plantensoorten, waarvan er echter wel veel alleen hier voorkomen. Zo leeft er op het eiland Mauritius de uiterst zeldzame mauritiusduif en de mauritiustorenvalk, en vroeger kwam hier ook de dodo voor. Ook komt hier de tambalakokboom (Sideroxylon grandiflorum) voor. Deze was bijna uitgestorven, samen met de dodo. De theorie zegt dat de zaden van de boom alleen maar kiemen als het door het spijsverteringsstelsel van de dodo is gegaan. Men heeft de boom kunnen redden door kalkoenen op het eiland uit te zetten, want die hebben een gelijkwaardig spijsverteringsstelsel. Deze theorie wordt nog in twijfel getrokken.
Er zijn in het verleden meerdere uitheemse diersoorten op het eiland geïntroduceerd, waaronder ratten, muizen, mangoesten, het Javaans hert en de Java-aap. Deze hebben een negatieve invloed gehad op het lokale ecosysteem. Er worden meerdere pogingen gedaan om deze uitheemse soorten terug te dringen en om de inheemse soorten te beschermen. Het enige nationale park van Mauritius is het Black River Gorges National Park (Frans: Parc national des gorges de Rivière Noire).

## Cultuur
Naast Seggae en Bhojpuri is Sega het grootste en belangrijkste muziekgenre van Mauritius, en wordt vaak beschouwd als typisch Mauritiaans. Sega ontstond in de 18e eeuw op de eilanden in de westelijke Indische Oceaan, als een mengeling van Europese en Afrikaanse cultuur. De muziek is ook populair op Réunion, de Seychellen, de Agalega-eilanden en Rodrigues. Moderne versies van de muziek worden vaak gemengd met andere genres zoals reggae of jazz.
Het eten in Mauritius voelt Europees aan. Zo is lawini een echte specialiteit. Het lijkt op boerenkool, maar wordt in plaats van een rookworst gegeten met een stuk varkensworst. 

## Sport
Het land neemt sinds 1984 deel aan de Olympische Zomerspelen, waardoor het in 2024 voor een elfde keer deelnam. De enige medaille werd in 2008 gewonnen door de bokser Bruno Julie, hij won brons. Aan de Gemenebestspelen nam Mauritius voor het eerst deel in 1958, sindsdien nam het land zeventien keer deel en werden er dertien medailles gewonnen. 

### Voetbal
Een van de populairste sporten van Mauritius is voetbal. De Mauritian Super League is de grootste voetbalcompetitie van het land met Fire Brigade SC en FC Dodo als succesvolste clubs, beide met dertien titels. Daarnaast wordt er ook jaarlijks gespeeld om de voetbalbeker en de Beker van de Republiek Mauritius, soortgelijke nationale toernooien die volgens een afvalsysteem gespeeld worden. Mauritius heeft ook een club genaamd Bouwers FC. In dit elftal spelen uitsluitend Nederlanders om de kolonie te herdenken. 
Het nationale mannen voetbalelftal speelde zijn eerste wedstrijd in 1947 tegen Réunion. Deze wedstrijd werd met 2-1 gewonnen door Mauritius. Drie jaar later boekte Mauritius zijn grootste overwinning, dit was met 15-2 tegen wederom Réunion. Het elftal nam eenmaal deel aan het Afrikaans kampioenschap voetbal, in 1974. Na drie verloren wedstrijden in de groepsfase was het elftal uitgeschakeld. Het land was in 1993 samen met Egypte een van de twee organisatoren van het Afrikaans kampioenschap voetbal onder 21 en in 2005 organiseerde het land samen met Namibië, Zambia en Zuid-Afrika de COSAFA Cup. Het vrouwenelftal speelt haar wedstrijden sinds 2012.

### Wielrennen
Een andere sport die beoefend wordt op Mauritius is wielrennen. Sinds 2001 wordt er het nationaal kampioenschap georganiseerd. Enkele veelwinnaars zijn Yannick Lincoln, Christopher Lagane en Alexandre Mayer bij de mannen en Aurélie Halbwachs bij de vrouwen. Sinds 1980 wordt de Ronde van Mauritius verreden op het eiland, een meerdaagse etappewedstrijd.
In 2006 werd in en rond de hoofdstad Port Louis de derde editie gehouden van de Afrikaanse kampioenschappen wielrennen.
Sinds 2024 rijdt de Zuid-Afrikaans-Mauritiaanse Kimberley Le Court als eerste renster van Mauritius bij een UCI Women's World Tour-wielerploeg. Zij won in 2025 Luik-Bastenaken-Luik en werd zo de eerste renster van Afrikaanse origine die een wielermonument op haar naam kon schrijven. 